# Pandu
Pandu fou un estat tributari protegit a l'agència de Rewa Kantha, grup de Pandu Mehwas, presidència de Bombai. La superfície era de 23 km² i els ingressos estimats de 520 rúpies, pagant un tribut de 450 rúpies al Gaikwar de Baroda. Estava governat per dos propietaris tributaris separats cadascun amb diversos subtributaris; la meitat de l'estat va estar sota administració britànica des de 1874 i l'altra meitat des de 1878 donada l'extrema pobresa dels propietaris i la seva impossibilitat de pagar el tribut.